# 竹﨑博允

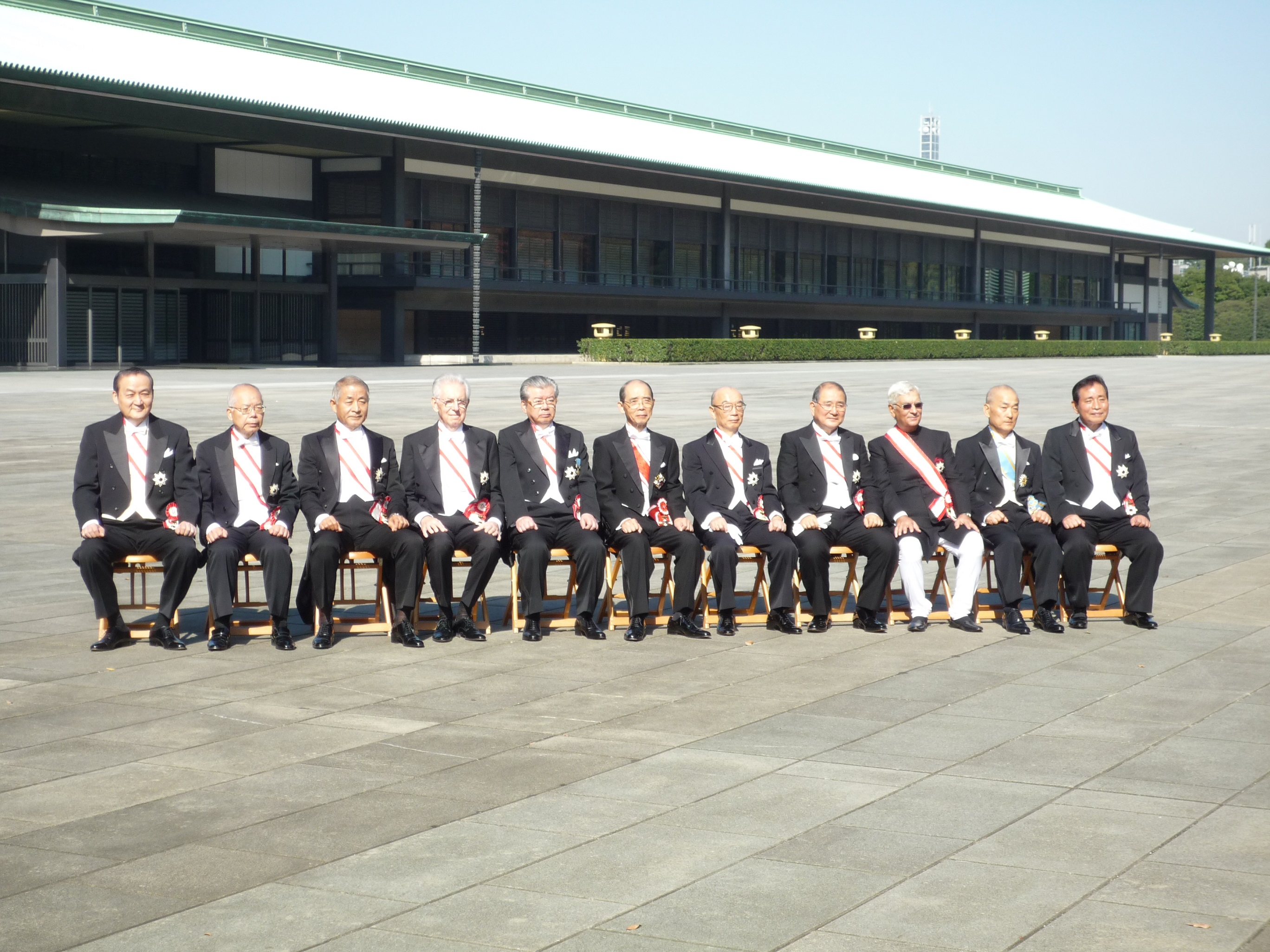
2015年11月5日、大綬章の親授式後の記念写真にて（左から6人目）

竹﨑 博允（たけさき ひろのぶ、1944年〈昭和19年〉7月8日 - ）は、日本の裁判官。2008年から2014年にかけて、最高裁判所長官（第17代）を務めた。

## 人物
岡山県岡山市北区出身。岡山市立弘西小学校（現・岡山市立岡山中央小学校）、岡山市立旭中学校（現・岡山市立岡山中央中学校）、岡山県立岡山朝日高等学校とも江田五月（科学技術庁長官、参議院議長、法務大臣、環境大臣を歴任）と同窓で江田より3学年下である。東京大学入学も江田の3年後であるが、江田が一年留年・退学処分・復学という経緯を辿ったため、法学部卒業は江田の1年後となった。
主に刑事裁判畑を歩む。最高裁判所事務総局勤務も長く、司法行政経験が豊富である。第二小法廷所属。
1988年、陪審制度研究のため、当時の最高裁長官矢口洪一の命を受けて特別研究員としてアメリカ合衆国へ派遣された。帰国後の報告書は陪審制を徹底的に批判するものだったが、裁判員法成立後は裁判員制度を利用することで司法に国民の信頼を繋ぎとめようと考えるようになった。2008年11月17日、前最高裁長官の島田仁郎は、退任記者会見において竹﨑を評して「彼を思うと坂本龍馬が浮かぶ。先を見通す力が抜群に優れている」と述べた。最高裁判所判事を経験せずに就任した最高裁長官は横田喜三郎以来48年ぶりである。2008年11月25日の就任記者会見で、最高裁判事を経ずに長官に就任したことから小法廷での審理にも関与したいと述べ、2009年3月9日、福島県青少年保護育成条例違反被告事件で裁判長として上告棄却判決を言い渡した。
司法行政としては、2009年に司法修習生の国籍条項を撤廃した（最高裁は司法修習生について、1977年に国籍条項は残したまま「相当と認めるものに限り、採用する」との方針を示していた）。2009年8月に史料又は参考資料となるべきものとして保存されている裁判記録について裁判所において保存するものを除き、歴史資料として重要な公文書等として裁判所から内閣総理大臣に移管することを「歴史資料としての重要な公文書等の適切な保存のために必要な措置について」とする麻生太郎内閣総理大臣との申し合わせで合意した。刑事部門の判検交流を2012年度から廃止した。
最高裁長官として国政選挙の一票の格差問題にも取り組み、2011年3月23日に衆院選選挙区の議席配分の基準となる1人別枠方式について2009年衆院選の時点においてもはや合理性を有しておらず憲法違反となっているとの判断を、2012年10月17日に2010年参院選に関して参院選選挙区（旧地方区）における都道府県単位を選挙区とする選挙制度に否定的な判断を、最高裁大法廷裁判長として最高裁判決を出した。香川県選挙管理委員会委員長で百十四銀行会長の竹﨑克彦は実兄であったことから、2009年の衆院選の訴訟における2010年9月の最高裁審理では、高松高裁判決の上告案件部分については克彦が被告である選挙管理委員会の代表者であることから回避を行っている。
2013年9月に婚外子相続差別訴訟の最高裁大法廷の裁判長として婚外子の法定相続分を婚内子の半分とする民法規定について違憲判決を出した。
最高裁長官としての任期は70歳の誕生日を迎える前日の2014年7月7日までであったが、2014年2月26日、突如として依願退官することを表明し、同年3月末日に任期を3ヵ月余り残して退官した。理由について竹﨑は「いくつもの病気を抱えて就任し、何度か入院して健康面では低空飛行で続けてきた」、「体力的にも気力の面でも限界に達した」、「この職にある限りは全力を尽くさなければならないと考え、退官を決意した」と語っている。任期途中で最高裁長官が退官するのは異例であり、過去には草場良八が任期の8日前に依願退官したケースしかない。
最高裁長官在任中、個別意見（補足意見・意見・反対意見）を一つも書かなかった。最高裁長官に就任した人物が長官在任中に一度も個別意見を残さなかったのは、初代長官の三淵忠彦以来である。ただし、最高裁判事→最高裁長官と任命された者で、最高裁判事時代に個別意見を書き、長官時代には書かなかった者は存在する。
趣味は園芸と音楽鑑賞。以前は渓流釣りも趣味としていた。

## 経歴
- 1963年 岡山県立岡山朝日高等学校卒業
- 1966年 司法試験合格
- 1967年 東京大学法学部卒業
- 1967年 司法修習生
- 1969年 東京地方裁判所判事補
- 1970年 コロンビア大学ロースクール留学（LLM）
- 1972年 広島地方裁判所判事補
- 1974年 司法研修所付
- 1977年 鹿児島地方・家庭裁判所名瀬支部判事補
- 1978年 東京地方裁判所判事補
- 1979年 東京地方裁判所判事
- 1981年 司法研修所教官
- 1982年 最高裁判所事務総局総務局第二課長兼第三課長
- 1984年 最高裁判所事務総局総務局第一課長兼制度調査室長
- 1988年 東京地方裁判所判事
- 1990年 東京高等裁判所事務局長
- 1993年 東京高等裁判所判事
- 1994年 東京地方裁判所判事部総括
- 1997年 最高裁判所事務総局経理局長
- 2002年 最高裁判所事務総局事務次長
- 2002年 最高裁判所事務総長
- 2006年 名古屋高等裁判所長官
- 2007年 東京高等裁判所長官
- 2008年11月25日 第17代最高裁判所長官就任
- 2009年8月30日 第45回総選挙と同時に行われた第21回最高裁判所裁判官国民審査の投票の結果、罷免を可としない（無印）が62,754,264票、罷免を可とする（×印）が4,184,902票となり不罷免
- 2014年3月31日 退官
- 2015年4月1日 宮内庁参与に就任[12]。
- 2015年11月3日 秋の叙勲で桐花大綬章を受章[13]。
- 2020年6月18日 宮内庁参与を退任[14]

## 関与した最高裁判決
平成21年3月9日第2小法廷判決
福島県内に設置されたDVD等の販売機が、監視カメラで撮影した客の画像を監視センターに送信し、監視員がモニターでこれを監視する等の機能を備えていても、対面販売の実質を有しているということはできず、福島県青少年健全育成条例16条1項にいう「自動販売機」に該当するとし、また、有害図書類の自動販売機への収納を禁止し、その違反を処罰する福島県青少年健全育成条例の規定は憲法21条1項、22条1項、31条に違反しないとして、同条例所定の有害図書類であるDVD1枚を販売目的で収納した行為を有罪とした高裁判決を維持した（全員一致、裁判長）。
平成21年4月24日第2小法廷判決
仮処分命令における保全すべき権利が、本案訴訟の判決において、当該仮処分命令の発令時から存在しなかったものと判断され、このことが事情の変更に当たるとして当該仮処分命令を取り消す旨の決定が確定した場合には、当該仮処分命令を受けた債務者は、その保全執行としてされた間接強制決定に基づき取り立てられた金銭につき、債権者に対して不当利得返還請求をすることができるとして、高裁判決の判断を正当として是認した（全員一致、裁判長）。
平成21年10月16日第2小法廷判決
 米国の州によって同州港湾局の我が国における事務所の現地職員として雇用され、解雇された者が，雇用契約上の権利を有する地位にあることの確認及び解雇後の賃金の支払を求めて提起した訴訟について、同事務所には我が国の厚生年金保険等が適用され、その業務内容は同州港湾施設の宣伝等であり、財政上の理由による同事務所の閉鎖が解雇理由とされていたなど判示の事実関係の下では、同人の解雇は私法的ないし業務管理的な行為に当たるところ、これを肯定しながら、上記訴訟が復職を主題とするものであるなど同州の主権的権能を侵害するおそれのある特段の事情があるから同州は我が国の民事裁判権から免除されるとした原審の判断には、違法があるとして高裁に破棄差戻しをした（全員一致、裁判長）。
平成23年11月16日大法廷判決
覚醒剤取締法違反事件に絡む裁判員制度違憲訴訟の上告審判決で、裁判員制度が憲法に違反するかどうかについて、「憲法上、国民の司法参加が禁じられていると解すべき理由はない」として合憲と判断した（全員一致、裁判長）。
平成24年9月7日第2小法廷判決
被告の前科を示して犯人だと立証することが許されるかどうかについて、「前科に顕著な特徴があり、起訴事実と相当程度の類似が認められた場合にのみ許される」との初判断を示した（全員一致、裁判長）。